# Governo Giolitti V
Il Governo Giolitti V è stato il cinquantacinquesimo esecutivo del Regno d'Italia, il quinto guidato da Giovanni Giolitti.  
Esso, nato in seguito alle dimissioni del governo precedente, è stato in carica dal 15 giugno 1920 al 4 luglio 1921 (sebbene già dimissionario dal precedente 27 giugno), per un totale di 375 giorni, ovvero 1 anno e 10 giorni. 
L’esecutivo è ricordato, fronteggiando gli scioperi e le occupazioni del Biennio rosso, per aver adottato una posizione attendista, tollerando però le aggressioni fasciste, e per aver fatto sgombrare i legionari di D'Annunzio da Fiume con la forza (cosiddetto Natale di sangue), risolvendo successivamente in parte la disputata situazione geopolitica del confine con la Jugoslavia tramite il Trattato di Rapallo.
In questo governo è stato ricostituito per via di necessità logistico-politiche, tramite regio decreto (R.D. del 17 giugno 1920, n. 1910), il "Commissariato generale per gli Approvvigionamenti ed i Consumi alimentari", con la conseguente soppressione del sottosegretariato incaricato presso il Ministero del tesoro.

## Compagine di governo

### Affiliazione politica
| Partito | Partito                                | Presidente | Ministri | Commissari | Sottosegretari | Totale |
| ------- | -------------------------------------- | ---------- | -------- | ---------- | -------------- | ------ |
|         | Unione Liberale (Italia)               | 1          | 6        | 1          | 9              | 17     |
|         | Partito Popolare Italiano (1919)       | -          | 2        | -          | 4              | 6      |
|         | Partito Radicale Italiano              | -          | 2        | -          | 3              | 5      |
|         | Partito Socialista Riformista Italiano | -          | 2        | -          | 1              | 3      |
|         | Indipendente (politica)                | -          | 2        | -          | 1              | 3      |
|         | Democrazia Sociale                     | -          | 1        | -          | -              | 1      |

Con l’appoggio esterno di Liste concordate di liberali, democratici e radicali/Partito Liberale Democratico Italiano, Partito Economico e, dal 1921, parte dei Blocchi nazionali.

### Situazione parlamentare
NOTA: Nonostante ormai le dinamiche parlamentari sulla fiducia (che venivano spesso attuate indirettamente e tramite vari ordini del giorno), avevano ormai portato ad una prassi di forte rilevanza stratificata e abbastanza consolidata dell’organo legislativo e della Monarchia parlamentare, con un’evidente evoluzione in senso democratico della responsabilità politica, essa fu ciononostante solo una convenzione costituzionale. Ufficialmente infatti, ai tempi del Regno d'Italia, poiché secondo lo Statuto Albertino il governo rispondeva concretamente al solo Re (il quale, dando egli stesso una prima fiducia al governo, aveva il potere di far resistere l’esecutivo ad un voto della Camera dei deputati, come alcune volte fece), il rapporto con il Parlamento in senso moderno non era pienamente obbligatorio, pur diventato oramai fondamentale. Per questo motivo, il grafico sottostante espone, secondo ricostruzioni e dichiarazioni, nonché secondo la composizione del governo ed anche secondo il voto effettivamente subìto, il supporto che questo ha ottenuto a fini puramente enciclopedici e storici, tenendo conto della facile mutevolezza delle forze politiche e del contesto storico-politico.
Fino all’11 giugno 1921 (XXV legislatura):
| Camera              | Collocazione     | Partiti                                                       | Seggi     |
| ------------------- | ---------------- | ------------------------------------------------------------- | --------- |
| Camera dei deputati | Governo          | PPI (100), PDC-PD (60), UL (41), PR/RAD-IND (12), PSRI/US (6) | 219 / 508 |
| Camera dei deputati | Appoggio esterno | LDR/PLDI (96), PE (7)                                         | 103 / 508 |
| Camera dei deputati | Opposizione      | PSI (156), ANCR (17), RRSC (5), PRI (4), ANI (3), SI (1)      | 186 / 508 |

Dall’11 giugno (XXVI legislatura) al 27 giugno 1921:
| Camera              | Collocazione     | Partiti                                                   | Seggi     |
| ------------------- | ---------------- | --------------------------------------------------------- | --------- |
| Camera dei deputati | Governo          | PPI (108), DS (29), UL (43), PDR (11)                     | 191 / 535 |
| Camera dei deputati | Appoggio esterno | BN (105), PLDI (68), PE (5), FIC (2)                      | 180 / 535 |
| Camera dei deputati | Opposizione      | PSI (123), PCd'I (15), PDC (10), LST (9), PRI (6), SI (1) | 164 / 535 |

Al momento della sua caduta, il 27 giugno 1921:
| Camera              | Collocazione        | Partiti                                                               | Seggi     |
| ------------------- | ------------------- | --------------------------------------------------------------------- | --------- |
| Camera dei deputati | Governo             | PPI (108), DS (29), UL (43), PDR (11)                                 | 191 / 535 |
| Camera dei deputati | Appoggio esterno    | PLDI (23), BN (20)                                                    | 43 / 535  |
| Camera dei deputati | Astensione          | PE (5), SI (1)                                                        | 6 / 535   |
| Camera dei deputati | Opposizione         | PSI (123), BN-D. FIC/FIC (37), PCd'I (15), PDC (10), LST (9), PRI (6) | 200 / 535 |
| Camera dei deputati | Non votanti/Assenti | BN-D. (48), PLDI-D. (47)                                              | 95 / 535  |

## Composizione
| Carica                                              | Titolare                              | Titolare                                  | Titolare                                       | Sottosegretari |
| Presidenza del Consiglio dei ministri               | Presidenza del Consiglio dei ministri | Presidenza del Consiglio dei ministri     | Presidenza del Consiglio dei ministri          | Sottosegretario di Stato alla Presidenza del Consiglio                                                                     |
| --------------------------------------------------- | ------------------------------------- | ----------------------------------------- | ---------------------------------------------- | --- |
| Presidente del Consiglio dei ministri               |                                       |                                           | Giovanni Giolitti (UL)                         | Giovanni Porzio |
| Ministero                                           | Ministri                              | Ministri                                  | Ministri                                       | Sottosegretario |
| Affari Esteri                                       |                                       |                                           | Carlo Sforza (Indipendente)                    | - Bortolo Belotti (fino al 28 luglio 1920) - Marco di Saluzzo di Paesana (dal 28 luglio 1920)                              |
| Interno                                             |                                       |                                           | Giovanni Giolitti (UL)                         | Camillo Corradini |
| Agricoltura                                         |                                       |                                           | Giuseppe Micheli (PPI)                         | Giovanni Pallastrelli di Celleri                                                                                           |
| Industria e Commercio                               |                                       |                                           | Giulio Alessio (PR)                            | - Pietro Sitta - Alfonso Rubilli                                                                                           |
| Lavoro e Previdenza Sociale                         |                                       |                                           | Arturo Labriola (PSRI)                         | Giovanni Maria Longinotti                                                                                                  |
| Colonie                                             |                                       |                                           | Luigi Rossi (PR)                               | Antonino Pecoraro Lombardo                                                                                                 |
| Finanze                                             |                                       |                                           | Francesco Tedesco (UL) (fino al 9 agosto 1920) | Giovanni Battista Bertone                                                                                                  |
| Finanze                                             |                                       | Luigi Facta (UL) (dal 9 agosto 1920)      |                                                | Giovanni Battista Bertone                                                                                                  |
| Tesoro                                              |                                       |                                           | Filippo Meda (PPI) (fino al 1º aprile 1921)    | - Arnaldo Agnelli (fino al 2 marzo 1921) - Vincenzo Bianchi (dal 17 giugno 1920) - Gabriello Carnazza (dal 10 aprile 1921) |
| Tesoro                                              |                                       | Ivanoe Bonomi (PSRI) (dal 1º aprile 1921) |                                                | - Arnaldo Agnelli (fino al 2 marzo 1921) - Vincenzo Bianchi (dal 17 giugno 1920) - Gabriello Carnazza (dal 10 aprile 1921) |
| Giustizia e Affari di Culto                         |                                       |                                           | Luigi Fera (DS)                                | Arnaldo Dello Sbarba |
| Guerra                                              |                                       |                                           | Ivanoe Bonomi (PSRI) (fino al 1º aprile 1921)  | - Paolo Bignamini (fino al 28 luglio 1920) - Giuseppe Lanza di Trabia (dal 28 luglio 1920)                                 |
| Guerra                                              |                                       | Giulio Rodinò (PPI) (dal 1º aprile 1921)  |                                                | - Paolo Bignamini (fino al 28 luglio 1920) - Giuseppe Lanza di Trabia (dal 28 luglio 1920)                                 |
| Lavori Pubblici                                     |                                       |                                           | Camillo Peano (UL)                             | Giovanni Bertini |
| Marina                                              |                                       |                                           | Giovanni Sechi (Indipendente)                  | Nicolò Tortorici |
| Poste e Telegrafi                                   |                                       |                                           | Rosario Pasqualino Vassallo (UL)               | Giovanni Amici |
| Pubblica Istruzione                                 |                                       |                                           | Benedetto Croce (UL)                           | - Giovanni Rosadi - Cesare Rossi di Montalera                                                                              |
| Terre liberate dal nemico                           |                                       |                                           | Giovanni Raineri (UL)                          | Francesco Degni |
| Commissariati generali                              |                                       |                                           |                                                | |
| Approvvigionamenti e Consumi alimentari (istituito) |                                       |                                           | Marcello Soleri (UL) (dal 17 giugno 1920)      | Marcello Soleri (UL) (dal 17 giugno 1920)                                                                                  |

## Cronologia

### 1920
- 14 giugno - Il Re riceve da Giolitti la composizione del governo, che giura dinanzi a lui il giorno successivo.
- 12 novembre - Dopo lo sgombero delle forze dannunziane da Fiume (Natale di sangue), al fine di risolvere tutte le dispute territoriali sul confine italo-iugoslavo, è firmato il Trattato di Rapallo. Fiume resta momentaneamente uno Stato Libero.

### 1921
- 7 aprile - Per permettere ai nuovi territori annessi dopo il Trattato di Versailles (Trentino Alto-Adige, Friuli e Venezia Giulia) di avere una rappresentanza parlamentare, è sciolta la Camera dei Deputati e sono convocati gli elettori per il 15 maggio; e il nuovo Parlamento per l’11 giugno.
- 15 maggio: Si svolgono le elezioni politiche: Nonostante la coalizione di governo riesca a resistere (perdendo all’incirca solo 10 seggi), quest’ultima cala al di sotto della soglia psicologica dei 200 seggi, portando a forti difficoltà. Anche il Partito Socialista Italiano (PSI) indietreggia, pur rimanendo primo, e molte forze politiche si fondono, ridimensionano (come il Partito Socialista Riformista Italiano - PSRI) o scompaiono (come il Partito Radicale Italiano - PR). I grandi vincitori sono i Blocchi nazionali (BN) a guida giolittiana che, con lo scopo di contenere ed istituzionalizzare gli elementi fascisti in un quadro politico congiunto a liberali e conservatori, riescono ad ottenere comunque una prima rappresentanza di 37 seggi (105 tutta la coalizione). Alcuni liberali tuttavia, in disaccordo, sono stati comunque eletti in altre liste del Partito Liberale Democratico Italiano (PLDI) e della Democrazia Sociale (DS). Si affaccia per la prima volta anche il Partito Comunista d'Italia (PCd'I), precursore del Partito Comunista Italiano.
- 26 giugno - Discutendosi alla Camera dei Deputati sull’indirizzo di risposta al discorso della Corona, l’on. Filippo Turati presentava un ordine del giorno contrario alle direttive ed all’azione del governo e concentrato sulla politica estera. Tenutasi la votazione, esso fu respinto con una lieve maggioranza di 234 contrari (200 favorevoli, 6 astenuti, 95 non votanti). Tra i favorevoli vi sono anche i membri dei Fasci italiani di combattimento (FIC).
- 27 giugno - In considerazione dell’esito del voto, Giolitti rassegna le dimissioni dinnanzi al Re. Questi, accettatele, affida ad Ivanoe Bonomi l’incarico di formare un nuovo governo.
- 4 luglio - Con il giuramento del nuovo esecutivo termina ufficialmente l’esperienza di governo.